# Todor Sekulić
Todor Sekulić (fl. XX secolo) è stato un allenatore di calcio jugoslavo.

## Carriera
È stato il secondo allenatore della Jugoslavia, subentrò a Veljko Ugrinić nel 1924 e guidò la Nazionale per un'unica partita nella quale la Jugoslavia perse 7-0 contro l'Uruguay.